# Nearchaster aciculosus
Nearchaster aciculosus är en sjöstjärneart som först beskrevs av Fisher 1910.  Nearchaster aciculosus ingår i släktet Nearchaster och familjen nålsjöstjärnor. Inga underarter finns listade i Catalogue of Life.